# 諫早市立真崎小学校
諫早市立真崎小学校（いさはやしりつ まさきしょうがっこう）は、長崎県諫早市白岩町にある公立小学校。

## 概要
歴史
1875年（明治8年）に真崎村に開校した「真崎小学校」を前身とする。2015年（平成27年）に創立140周年を迎えた。
学校教育目標
「人間性豊かでよく考え、仲良く助け合い、何事も最後までやりぬく心身ともにたくましい子どもを育てる。」
校章・校歌
校区
住所表記で「諫早市」の後に「堂崎町及び白岩町（2、4～7、9～28番）」が続く地域。中学校区は諫早市立真城中学校。

## 沿革
- 1874年（明治7年）10月29日 - 正式に長崎県によって「第五大学区長崎県管下第一中学区真崎小学校」として認可される[2]。
- 1875年（明治8年）1月 - 真崎村津水に開校。
- 1879年（明治12年）1月 - 貝津村が分離し、「公立中等真崎小学校」に改称。
- 1886年（明治19年）7月 - 小学校令の施行により、尋常科（修業年限4年）を設置の上「尋常真崎小学校」に改称。
- 1889年（明治22年）4月 - 町村制の施行により、真津山村立の小学校となる（久山村・貝津村・真崎村の3村が合併し真津山村となった）。
- 1892年（明治25年）4月 - 「真崎尋常小学校」と改称（「尋常」の位置が変更となる）。
- 1908年（明治41年）4月1日 - 小学校令の改正により、義務教育年限（尋常科の修業年限）が4年から6年に延長されたことにより尋常科5年を設置。
- 1909年（明治42年）4月1日 - 尋常科6年を設置。
- 1928年（昭和3年）6月 - 真崎本村名字2番惣原1442番地に新校舎が完成し移転を完了。
- 1930年（昭和5年）7月 - 暴風雨のため新校舎が倒壊。
- 1940年（昭和15年）9月1日 - 諫早市の発足[3]に伴い、諫早市立の小学校となる。
- 1941年（昭和16年）
  - 4月1日 - 国民学校令の施行により、「諫早市真崎国民学校」に改称。尋常科を初等科に改称。
  - 7月 - 電話が開通。
- 1942年（昭和17年）4月 - 校旗を制定。
- 1947年（昭和22年）4月1日 - 学制改革（六・三制の実施）が行われ、「諫早市立真崎小学校」（現校名）となる。
- 1963年（昭和38年）1月 - 完全給食を開始。
- 1973年（昭和48年）
  - 4月 - 現在地に新校舎が完成し移転を完了。
  - 9月 - プールが完成。
- 1974年（昭和49年）4月 - 校舎を増築。
- 1975年（昭和50年）9月 - 第2校舎が完成。
- 1976年（昭和51年）
  - 4月1日 - 諫早市立西諫早小学校の新設により、中尾町・山川町・馬渡町・小船越町の児童が転出。
  - 5月 - 創立100周年記念式典を挙行。
- 1977年（昭和52年）2月 - 体育館が完成。
- 1978年（昭和53年）- 校舎を増築。
- 1980年（昭和55年）から1983年（昭和58年）にかけて - 児童数の増加により校舎の増築（プレハブ校舎を含む）が行われる。
- 1985年（昭和60年）3月 - 運動場閲覧席が完成。
- 1986年（昭和61年）4月1日 - 諫早市立真城小学校の新設により、破籠井・中井原・清水谷・真崎本村・真崎団地・津水・白岩北部の児童が転出。
- 1989年（平成元年）10月 - 運動場の全面改修を行う。
- 1994年（平成6年）から1995年（平成7年）にかけて - 校舎の大規模改修工事を実施。
- 1997年（平成9年）10月 - コンピュータを設置。
- 2007年（平成19年）8月 - 給食室を給食配膳室と多目的室に改修し、翌月より諫早市西部給食センターから配送する方式の給食を開始。
- 2011年（平成23年）9月 - 体育館の耐震補強工事を完了。
- 2014年（平成26年）1月 - 東校舎の耐震工事を完了。

## アクセス
最寄りの鉄道駅
- JR九州 長崎本線 「西諫早駅」

最寄りのバス停
- 長崎県営バス「真崎小学校前」バス停

最寄りの幹線道路
- 国道34号

## 周辺
- 諫早清水幼稚園
- 西諫早郵便局
- 諫早市立西諫早図書館
- 諫早市立西諫早小学校
- 諫早市立西諫早中学校

## 関連事項
- 長崎県小学校一覧